# Ammophila xinjiangana
Ammophila xinjiangana är en biart som beskrevs av Li och C. Yang 1989. Ammophila xinjiangana ingår i släktet Ammophila och familjen grävsteklar. Inga underarter finns listade i Catalogue of Life.